# Gottlieb August Wilhelm Herrich-Schäffer
Gottlieb August Wilhelm Herrich-Schäffer (Ratisbona , 17 de dezembro de 1799 - Ratisbona, 14 de abril de 1874 ) foi um médico e entomologista alemão.